# Ballasrubin
Ballasrubin är en benämning som användes länge för att benämna röda ädelstenar vilka till utseendet påminner om rubin. Stavningen av ordet varierar och ibland står ordledet "rubin" före "ballas". 
Idag är benämningen obsolet men på svenska har ordet förekommit sedan åtminstone mitten av 1700-talet och benämningen är vanlig i äldre litteratur om ädelstenar och förekommer fortfarande i äldre inventarielistor och liknande hos både offentliga museer och i privata samlingar. Det är framförallt röda exemplar av ädelstenen spinell som historiskt benämnts ballasrubin.
Benämningen har dock även använts för andra ädelstensmaterial med liknande färg som till exempel rubellit, den röda varianten av turmalin. Det var helt enkelt så att innan den moderna mineralogin utvecklades och olika mineral identifierades så namngavs ädelstenar ofta bara efter vilken färg de hade. I fallet ballasrubin så betyder tillägget "rubin" helt enkelt färgen röd.
Spinell, det material som vanligen avses med benämningen "ballasrubin", är ett ädelstensmaterial som varit känt bland människor sedan förhistorisk tid. Trots sin långa historia brukar spinell beskrivas som relativt okänd och underskattad. Ur ett europeiskt eller västerländskt perspektiv stämmer det att spinell varit relativt okänd som smyckesten fram till mitten av 1900-talet och spinell identifierades inte som eget mineral förrän i slutet av 1700-talet. Det ser dock olika ut beroende på var i världen man tittar, till exempel värderade och uppskattade mogulerna i Indien från 1500-talet och framåt röd spinell högt och stenen var inte alls okänd, tvärtom.
Det finns en spridd missuppfattning att det var Dante som skulle ha gett spinell namnet "balasso" vilket i sin tur skulle gett upphov till benämningen "balas". Det var dock inte Dante som först använde ordet "balas" då det används redan av Marco Polo i Marco Polos resor (Il Milione) år 1298, ca 20 år före Dantes Divina Comedia (Den Gudomliga Komedin). Benämningen Ballasrubin har även förklarats med att det kan ha att göra med distriktet Badaksjan i dagens Afghanistan vilket ibland benämnts "Ballaksj", en mer trolig men svårbevisad teori.